# Carpophthoromyia radulata
Carpophthoromyia radulata är en tvåvingeart som beskrevs av Meyer 2006. Carpophthoromyia radulata ingår i släktet Carpophthoromyia och familjen borrflugor.
Artens utbredningsområde är Kamerun. Inga underarter finns listade.